# Raudalu
Raudalu is een subdistrict of wijk (Estisch: asum) binnen het stadsdistrict Nõmme in Tallinn, de hoofdstad van Estland. De wijk telde 745 inwoners op 1 januari 2020. De oppervlakte bedraagt 1,80 km²; de bevolkingsdichtheid is dus ongeveer 410/km². De wijk is vermoedelijk vernoemd naar een herberg met de naam ‘Raudaru kõrts’ die hier vroeger stond.
De wijk grenst vanaf het noorden met de wijzers van de klok mee aan de wijk Ülemistejärve, de gemeenten Rae, Kiili en Saku en de wijken Männiku en Liiva. Op de grens met Männiku ligt het Rakumeer (Raku järv, oppervlakte 111 ha).

## Bijzonderheden

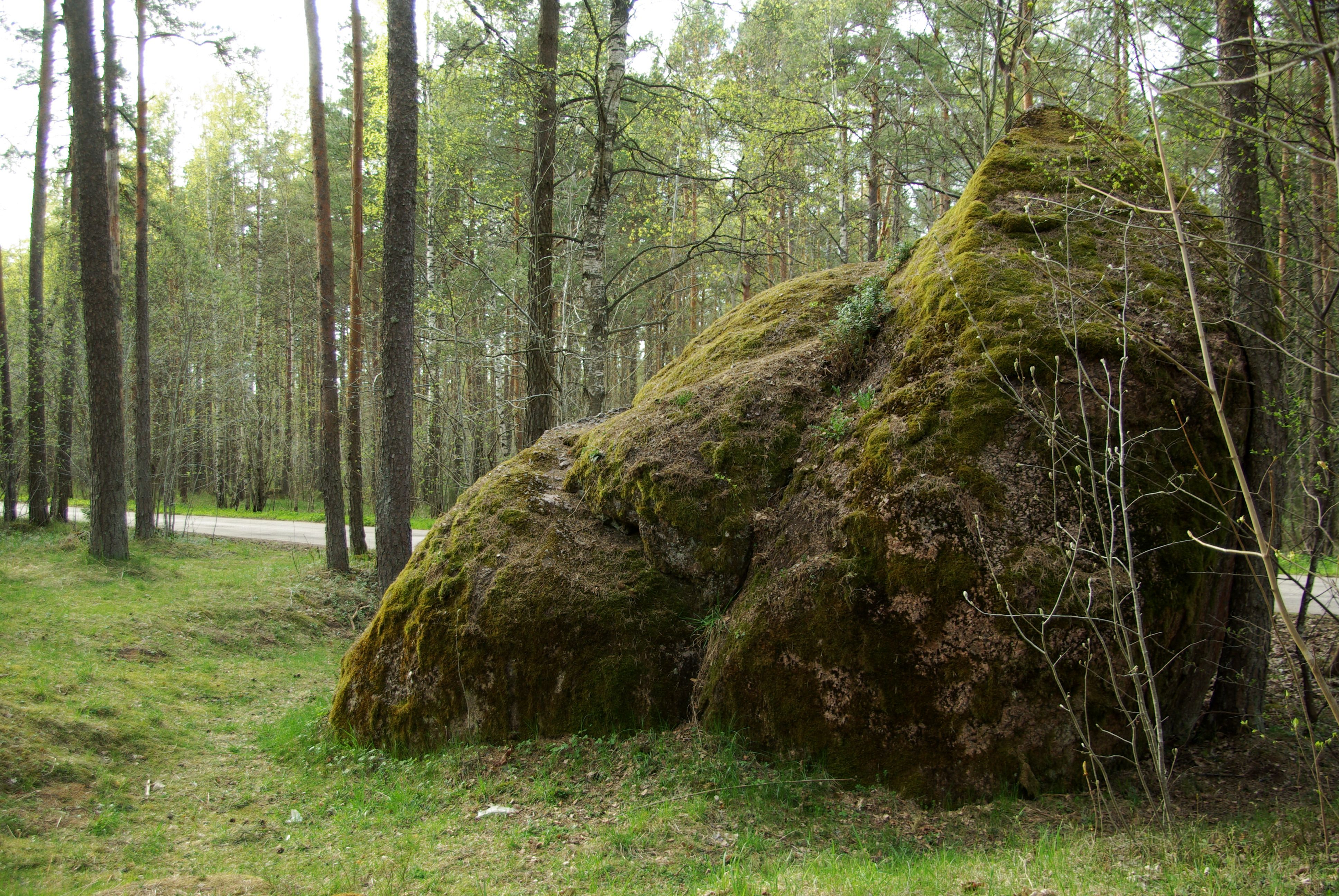
De Raudalu kivid

Raudalu kwam in 1958 bij Tallinn; voor die tijd was het een apart dorp. Een deel van het dorp ging niet mee naar Tallinn; dat is nu Kangru in de gemeente 
Kiili.
In de wijk ligt een grote zwerfsteen, de Raudalu kivid. Het is een beschermd monument.
Een van de weinige bedrijven die hier gevestigd zijn, is Balbiino, een fabriek van consumptie-ijs. Er is ook een winkelcentrum, Raudalu Konsum.

## Vervoer
Raudalu heeft maar een grote doorgaande weg, de Viljandi maantee, die noord-zuid loopt en van Tallinn naar Rapla voert.
Raudalu wordt bediend door twee buslijnen.